# Copa de baloncesto de Alemania 2014
La 47ª edición de la Copa de baloncesto de Alemania (en alemán Deutscher Pokalsieger y conocida popularmente como BBL-Pokal) se celebró en Neu-Ulm del 29 al 30 de marzo de 2014.

## Participantes
Los siguientes seis equipos lograron su plaza en base a su clasificación al final de la primera vuelta de la Basketball Bundesliga.
1. Bayern Munich
2. Brose Baskets
3. ALBA Berlin
4. EWE Baskets Oldenburg
5. Telekom Baskets Bonn
6. Artland Dragons

Ratiopharm Ulm se clasificó directamente para la Final Four por ser el equipo de la ciudad organizadora.

## Cuadro final
|  | Cuartos de final | Cuartos de final      | Cuartos de final |               |    | Semifinales | Semifinales | Semifinales |   |               | Final          | Final         | Final |  |
|  |                  |                       |                  |               |    |             |             |             |   |               |                |               |       |  |
|  |                  |                       |                  |               |    |             |             |             |   |               |                |               |       |  |
|  | ratiopharm Ulm   |                       |                  |               |    |             |             |             |   |               |                |               |       |  |
|  |                  |                       |                  |               |    |             |             |             |   |               |                |               |       |  |
|  | Bye              |                       |                  |               |    |             |             |             |   |               |                |               |       |  |
|  |                  |                       | ratiopharm Ulm   | 90            |    |             |             |             |   |               |                |               |       |  |
|  |                  |                       |                  | 90            |    |             |             |             |   |               |                |               |       |  |
|  |                  |                       | 1                | Bayern Munich | 72 |             |             |             |   |               |                |               |       |  |
|  | 1                | Bayern Munich         | 1                | Bayern Munich | 72 | 76          |             |             |   |               |                |               |       |  |
|  | 1                | Bayern Munich         |                  |               |    |             |             |             |   |               |                |               |       |  |
|  | 6                | Artland Dragons       | 61               |               |    |             |             |             |   |               |                |               |       |  |
|  | 6                | Artland Dragons       | 61               |               |    |             |             |             |   |               | ratiopharm Ulm | 80            |       |  |
|  |                  |                       |                  |               |    |             |             |             |   |               | ratiopharm Ulm | 80            |       |  |
|  |                  |                       | 3                | Alba Berlin   | 86 |             |             |             |   |               |                |               |       |  |
|  | 3                | Alba Berlin           | 3                | Alba Berlin   | 86 | 88          |             |             |   |               |                |               |       |  |
|  | 3                | Alba Berlin           |                  |               |    |             |             |             |   |               |                |               |       |  |
|  | 5                | Telekom Baskets Bonn  | 87               |               |    |             |             |             |   |               |                |               |       |  |
|  | 5                | Telekom Baskets Bonn  | 87               |               | 3  | Alba Berlin | 83          |             |   | Tercer lugar  | Tercer lugar   | Tercer lugar  |       |  |
|  |                  |                       |                  |               | 3  | Alba Berlin | 83          |             |   | Tercer lugar  | Tercer lugar   | Tercer lugar  |       |  |
|  |                  |                       | 2                | Brose Baskets | 67 |             |             |             |   |               |                |               |       |  |
|  | 4                | EWE Baskets Oldenburg | 2                | Brose Baskets | 67 | 83          |             |             | 1 | Bayern Munich | 73             |               |       |  |
|  | 4                | EWE Baskets Oldenburg |                  |               |    |             |             |             | 1 | Bayern Munich | 73             |               |       |  |
|  | 2                | Brose Baskets         | 90               |               |    |             |             |             |   |               | 2              | Brose Baskets | 79    |  |
|  | 2                | Brose Baskets         | 90               |               |    |             |             |             |   |               | 2              | Brose Baskets | 79    |  |
|  |                  |                       |                  |               |    |             |             |             |   |               |                |               |       |  |

### Cuartos de final
| 5 de febrero de 2014 | EWE Baskets Oldenburg                                              | 83–90                                 | Brose Baskets                                              | |  |
| 19:00                | Parciales: 17–24, 18–20, 22–19, 26–27                              | Parciales: 17–24, 18–20, 22–19, 26–27 | Parciales: 17–24, 18–20, 22–19, 26–27                      | |  |
|                      | Estadísticas Philipp Neumann 21 Kramer, Neumann 5 Jenkins, Joyce 4 | Reporte Pts Reb Asts                  | Estadísticas D'or Fischer 19 Rakim Sanders 6 Anton Gavel 5 | Pabellón: Small EWE Arena, Oldenburg Asistencia: 3,037 espectadores Árbitros: Boris Schmidt, Martin Matip, Markus Hesse |  |

| 5 de febrero de 2014 | Bayern Munich                                                        | 76–61                                 | Artland Dragons                                               | |  |
| 20:00                | Parciales: 20–17, 13–10, 23–17, 20–17                                | Parciales: 20–17, 13–10, 23–17, 20–17 | Parciales: 20–17, 13–10, 23–17, 20–17                         | |  |
|                      | Estadísticas Bryant, Thompson 18 Bryant, Savović 7 Malcolm Delaney 6 | Reporte Pts Reb Asts                  | Estadísticas Anthony King 17 Lawrence Hill 6 Brandon Thomas 4 | Pabellón: Audi Dome, Munich Asistencia: 4,866 espectadores Árbitros: Robert Lottermoser, Clemens Fritz, Oliver Krause |  |

| 5 de febrero de 2014 | Alba Berlin                                                         | 88–87                                | Telekom Baskets Bonn                                          |                                                                                                   |  |
| 20:00                | Parciales: 30–21, 9–23, 24–20, 25–23                                | Parciales: 30–21, 9–23, 24–20, 25–23 | Parciales: 30–21, 9–23, 24–20, 25–23                          |                                                                                                   |  |
|                      | Estadísticas Reggie Redding 18 Leon Radošević 8 Hammonds, Kendall 4 | Reporte Pts Reb Asts                 | Estadísticas Tony Gaffney 28 Benas Veikalas 8 Jared Jordan 11 | Pabellón: O2 World, Berlín Asistencia: 8,741 espectadores Árbitros: Moritz Reiter, Neša Kovačević |  |

### Semifinales
| 29 de marzo de 2014 | Alba Berlin                                                   | 83–67                                 | Brose Baskets                                             | |  |
| 17:00               | Parciales: 21–20, 15–16, 25–19, 22–12                         | Parciales: 21–20, 15–16, 25–19, 22–12 | Parciales: 21–20, 15–16, 25–19, 22–12                     | |  |
|                     | Estadísticas Logan, Radošević 15 Jan Jagla 8 Reggie Redding 6 | Reporte Pts Reb Asts                  | Estadísticas Anton Gavel 18 Sharrod Ford 6 Jared Jordan 5 | Pabellón: Arena Ulm/Neu-Ulm, Ulm Asistencia: 6,000 espectadores Árbitros: Boris Schmidt, Martin Matip, Clemens Fritz |  |

| 29 de marzo de 2014 | Bayern Munich                                                | 72–90                                 | ratiopharm Ulm                                             | |  |
| 20:00               | Parciales: 14–22, 10–17, 27–21, 21–30                        | Parciales: 14–22, 10–17, 27–21, 21–30 | Parciales: 14–22, 10–17, 27–21, 21–30                      | |  |
|                     | Estadísticas John Bryant 17 John Bryant 10 Malcolm Delaney 4 | Reporte Pts Reb Asts                  | Estadísticas Cameron Long 19 Matt Howard 12 Cameron Long 6 | Pabellón: Arena Ulm/Neu-Ulm, Ulm Asistencia: 6,000 espectadores Árbitros: Robert Lottermoser, Moritz Reiter, Christof Madinger |  |

### Tercer y cuarto puesto
| 30 de marzo de 2014 | Brose Baskets                                                 | 79–73                                 | Bayern Munich                                                      | |  |
| 12:00               | Parciales: 16–17, 19–17, 21–26, 23–13                         | Parciales: 16–17, 19–17, 21–26, 23–13 | Parciales: 16–17, 19–17, 21–26, 23–13                              | |  |
|                     | Estadísticas Rakim Sanders 25 Rakim Sanders 8 Jared Jordan 10 | Reporte Pts Reb Asts                  | Estadísticas Malcolm Delaney 13 Deon Thompson 8 Delaney, Staiger 3 | Pabellón: Arena Ulm/Neu-Ulm, Ulm Asistencia: 6,000 espectadores Árbitros: Martin Matip, Boris Schmidt, Clemens Fritz |  |

### Final
| 30 de marzo de 2014 | Alba Berlin                                                     | 86–80                                 | ratiopharm Ulm                                           | |  |
| 15:00               | Parciales: 21–26, 24–15, 26–17, 15–22                           | Parciales: 21–26, 24–15, 26–17, 15–22 | Parciales: 21–26, 24–15, 26–17, 15–22                    | |  |
|                     | Estadísticas Cliff Hammonds 19 three players 7 Reggie Redding 7 | Reporte Pts Reb Asts                  | Estadísticas Per Günther 25 Will Clyburn 6 Per Günther 7 | Pabellón: Arena Ulm/Neu-Ulm, Ulm Asistencia: 6,000 espectadores Árbitros: Robert Lottermoser, Moritz Reiter, Christhof Madinger |  |